# Kall Rasmussens fragment
Fragmentet blev fundet i 1855 af M.N.C. Kall Rasmussen i Gehejmearkivet, hvor det blev brugt som hæfteliste om Kronborg Lens jordebog fra 1627–1628. Det ejes nu af det Kongelige Bibliotek.
Fragmentet består af to blade, som begge bærer tekst på begge sider.
Det Kongelige Bibliotek signatur på teksten er NKS 570 2°.
Teksten svarer til siderne 320–324 i Peter Erasmus Müllers udgave af Gesta Danorum fra 1839 eller side 181.17–184.16 i Jørgen Olrik & H. Ræders udgave fra 1931

## Tekstkilder online
- Digital faksimile af NKS 570 2° på Det Kongelige Bibliotek (de yngre fragmenter til Gesta Danorum, med introduktion og indholdsangivelser)